# شركة خارج الحدود

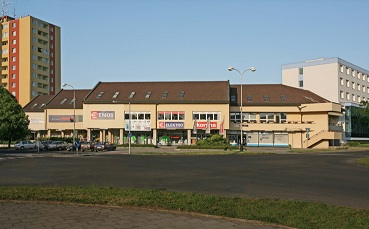

يستخدم مصطلح شركة خارج الحدود Offshore Company لوصف شركة من أحد الحالتين على الأقل:
- شركة أو نوع آخر من الكيانات القانونية التي تم تأسيسها أو تسجيلها في مركز مالي خارج حدود الوطن أو في ملاذ ضريبي أو
- شركة أو مجموعة شركات (أو في بعض الأحيان قسم منها) تشترك في تصنيع أو خدمات أعمال تجارية خارج حدود الوطن.

يمكن استخدام المصطلح أيضا في إشارة إلى الشركات التي لها عمليات نفط وغاز في عرض البحر.

## الغرض من هذه الشركات
يتم هذا التسجيل غالبا لغرض المزايا المالية والقانونية والضرايبية. تلجأ شركة بصورة شرعية للخارج بغرض تجنب الضرائب أو التمتع بلوائح مريحة.
ويمكن أيضا أن تستخدم المؤسسات المالية الخارجية لأغراض غير مشروعة مثل غسل الأموال والتهرب الضريبي. والتهرب الضريبي غير قانوني لأنه يسمح لشخص أو شركة بأن تتجنب عمدا دفع الضرائب.

## خصائص الشركات خارج الحدود
على الرغم من أن جميع الشركات خارج الحدود تختلف إلى حد ما اعتمادا على قانون الشركات في الولاية القضائية ذات الصلة، تميل جميع الشركات في الخارج إلى التمتع ببعض الخصائص الأساسية:
- لا تخضع عموما للضرائب في ولايتها القضائية.
- يتم تصميم نظام الشركات لتعزيز مرونة الأعمال.
- يكون تنظيم أنشطة الشركات عادة أخف مما هو عليه في بلد متقدم

## روابط خارجية
- شركات الأوف شور.. Off-Shore